# Open Telekom Cloud
Die Open Telekom Cloud der Deutschen Telekom AG ist ein Infrastructure-as-a-Service-Angebot aus der Public Cloud. Sie basiert auf OpenStack-Technologie von Huawei und wird in den Rechenzentren der Tochtergesellschaft T-Systems International GmbH in Biere und Magdeburg sowie seit 2021 im niederländischen Almere und Aalsmeer nach deutschen Datenschutzstandards betrieben. Seit 2022 ist eine weitere Community Cloud in der Schweiz mit Rechenzentren in Bern und Zollikofen verfügbar.

## Konzept
Die Open Telekom Cloud ist ein Public-Cloud-Angebot für Geschäftskunden, das am 14. März 2016 erstmals auf der CeBIT in Hannover von der Deutschen Telekom AG vorgestellt wurde. Die Infrastructure-as-a-Service (IaaS)-Lösung beruht auf deutschen Datenschutzrichtlinien und bietet Unternehmen individuell konfigurierbare Cloud-Services. Mit der Open Telekom Cloud reagiert die Deutsche Telekom AG auf aktuelle Markt- und Digitalisierungstrends. Laut der repräsentativen Umfrage „Cloud-Monitor 2018“ von Bitkom Research im Auftrag der KPMG AG erwarten 97 % der Kunden von ihrem Cloud-Anbieter Konformität mit der EU-DSGVO. Zudem bestätigen 57 % der Unternehmen, dass die Public-Cloud-Nutzung zu einer besseren Verfügbarkeit und Performance der IT-Leistungen geführt hat.

## Aufbau
Das Public-Cloud-Produkt der Deutschen Telekom AG basiert auf dem Cloud-Betriebssystem Huawei OpenStack Distribution, das eine offene Architektur für Cloud Computing zur Verfügung stellt. Die flexibel skalierbaren IT-Ressourcen aus der Cloud können über ein Self-Service-Portal oder über programmierbare Schnittstellen (API) administriert und einzelne Komponenten wie CPU, RAM, Storage und Netzwerk ausgewählt sowie konfiguriert werden.
Die Open Telekom Cloud wird sukzessive ausgebaut und optimiert. Neben den IaaS-Angeboten wird die Open Telekom Cloud fortlaufend um  Platform-as-a-Service (PaaS) und Software-as-a-Service (SaaS) erweitert. Bereits integriert sind der relationale Datenbank-Service (RDS) und virtuelle Desktop-Infrastrukturen mit Betriebssystem, z. B. Windows 10. Bis inklusive 2018 veröffentlichte die Open Telekom Cloud jährlich drei
Releases mit Erweiterungen, seit 2019 werden Neuerungen im Monatstakt publiziert.
Eines von zahlreichen Großprojekten unter Beachtung der europäischen Datenschutz- und Datenverarbeitungsvorschriften: Gemeinsam mit CERN, der europäischen Organisation für Kernforschung in Genf, testete die Deutsche Telekom AG, wie sich wissenschaftliche Daten über kommerzielle Cloud-Infrastrukturen verarbeiten und abbilden lassen. Die Open Telekom Cloud ist die Basis für Mundi Web Services, die die Daten des europäischen Satellitenprogramms Copernicus bereitstellen und verarbeiten.

## Services
Die Leistungen der Open Telekom Cloud umfassen neben Rechenleistung und Speicher auch Sicherheits-, Management-, Netzwerk- und Datenbank-Services sowie Big Data Tools und den KI-Service ModelArts.

### Rechenleistung
Der Elastic Cloud Server der Open Telekom Cloud setzt sich als virtuelle Maschine primär aus den Komponenten Prozessor (virtuelle CPU), Arbeitsspeicher (virtueller RAM) und Betriebssystem (OS-Image) zusammen. Die Server sind wahlweise mit 1 bis 208 vCPU ausgestattet. Der Arbeitsspeicher (RAM) hält zwischen 1 und 2932 Gigabyte bereit. Daraus ergeben sich insgesamt über 60 Kombinationsmöglichkeiten für verschiedene Einsatzszenarien und Firmengrößen – z. B. für In-Memory-Computing, Grafik-Anwendungen oder virtuelle Desktops. Die Open Telekom Cloud bietet mit Dedicated Hosts auch kundenspezifische Hardware für virtuelle Maschinen. Die Hardware hierfür wird von Huawei bereitgestellt und verwendet Intel Prozessoren. Auch Bare Metal Server (ohne Virtualisierung) sind im Angebot. Zur Auswahl stehen die Betriebssystemgruppen Open Linux (u. a. Ubuntu, CentOS), Oracle Linux, SUSE Enterprise und Microsoft Windows. Seitdem wurde das Spektrum der verfügbaren Betriebssysteme um Debian, Fedora und Red Hat erweitert. Die Server können über den Auto Scaling Service anhand von konfigurierbaren Parametern automatisch skaliert werden.

### Speicher
Die Open Telekom Cloud bietet mit dem Object Storage Service eine objektbasierte Datenspeicherung mit einer Unterstützung von bis zu 5 Terabyte großen Dateien, die verschlüsselt werden können. Über den Elastic Volume Service wird die Datenspeicherung in Block-Level-Speicherkapazitäten der drei Leistungsstufen SATA, SAS und SSD bereitgestellt. Der Volume Backup Service und der Cloud Server Backup Service sorgen für eine regelmäßige Wiederherstellung von lokalen System- und Speicherdaten eines bzw. mehrerer Elastic Cloud Server. Mit dem Scalable File Service ist auch eine NAS-ähnliche Speicherlösung auf Basis von OpenStack Manila im Angebot.

### Sicherheit und Management
Nutzerdaten und Berechtigungen werden zentral über das myWorkplace-System der Telekom oder alternativ im Identity und Access Management (IAM) der Open Telekom Cloud verwaltet. Anti-DDoS (Distributed-Denial-of-Service) schützt das Netzwerk vor kriminellen Angriffen und Cloud Eye dient als hochperformantes Monitoring mit Alarmfunktion, das den Verbrauch und die Nutzung der Services beobachtet. Die Plattform verfügt über eine Auditierungsfunktion, Messaging-Dienste, ein Managementsystem für Sicherheitsschlüssel, die Option, Daten in Block Storage und Object Storage zu verschlüsseln sowie Heat als Orchestrierungs-Tool.

### Netzwerk
Zur Netzwerkkommunikation wird eine Virtual Private Cloud (VPC) aufgebaut. VPCs isolieren Netzwerke zwischen verschiedenen Tenants. Zur Kommunikation in das Internet können Elastic IPs (EIP), öffentliche IP-Adressen, bezogen werden. Die Verbindung mit dem Unternehmensnetz kann via VPN-Gateway auf IPsec-Basis erfolgen. IP-VPN per Multiprotocol Label Switching (MPLS) wird unterstützt.

### Aktuelle Kapazitätszahlen (Stand August 2025)
Die Open Telekom Cloud verwaltet über 1 Exabyte Speicher und ermöglicht 640.000 virtuelle Maschinen mit über 4,5 Millionen GB RAM und mehr als 910.000 vCPUs.

## Datenschutz
Bereitgestellt werden die Public-Cloud-Services in den Zwillingsrechenzentren in Biere/Magdeburg sowie im niederländischen Almere/Aalsmeer, die über umfangreiche Sicherheitsanlagen verfügen. Durch den ausschließlichen Betrieb in europäischen Rechenzentren bleibt die Open Telekom Cloud unberührt vom EU-US Privacy Shield. Dieser regelt den Schutz personenbezogener Daten bei der Übertragung aus Mitgliedstaaten der Europäischen Union in die USA. Die Open Telekom Cloud wird vom Bundesministerium für Wirtschaft und Energie als Trusted Cloud gelistet und erfüllt branchenspezifische Bestimmungen für das sichere Verarbeiten von Daten von Berufsgeheimnisträgern (im Sinne des § 203 StGB) und von Trägern von Sozialleistungen (nach § 35 SGB I).

## Verfügbarkeit
- Am 30. März 2019 war die komplette Open Telekom Cloud zwischen 12:30 und 20:00 Uhr nicht verfügbar (Quelle: Telekom-E-Mail vom 4. April 2019).[28]
- Am 11. Juni 2019 war die komplette Open Telekom Cloud zwischen 10:30 und 14:00 Uhr wegen einer Störung der Internetanbindung nicht verfügbar (Quelle: Telekom-E-Mail vom 13. Juni 2019).